# Айххорн, Курт
Курт Айххорн (нем. Kurt Peter Eichhorn; 4 августа 1908, Мюнхен — 29 июня 1994, Мурнау-ам-Штаффельзе) — немецкий дирижёр и музыкальный педагог.
Окончил Вюрцбургскую консерваторию, ученик Германа Цильхера. Дебютировал как дирижёр в 1932 году в Билефельде, затем работал в Теплице и Карлсбаде. В 1941—1945 годах — музыкальный руководитель дрезденской Оперы Земпера.
После Второй мировой войны вернулся в Мюнхен, где и провёл оставшуюся часть карьеры. Работал с Мюнхенским филармоническим оркестром и Баварской оперой, в 1956—1967 годах — главный дирижёр Театра на Гертнерплац (где ставились преимущественно оперетты), в 1967—1975 годах — руководитель Симфонического оркестра Мюнхенского радио, с которым записал, в частности, многие произведения Карла Орфа (включая кантату «Carmina Burana», 1973), в том числе под наблюдением самого композитора. Определённое признание получили также выполненные Брукнеровским оркестром Линца под управлением Айххорна записи симфоний Антона Брукнера. Незадолго до смерти певицы Луции Попп в 1993 году записал с ней альбом избранных оперных арий (с Мюнхенским филармоническим оркестром), эта работа Айххорна получила высокую оценку. Помимо аудиозаписей Айххорн дирижировал также музыкой, записанной для телефильмов по опереттам Иоганна Штрауса «Ночь в Венеции» (1974) и «Цыганский барон» (1975).
Преподавал дирижирование в Мюнхенской высшей школе музыки, среди его учеников Клауспетер Зайбель.